# Rheumaptera latifasciaria
Rheumaptera latifasciaria là một loài bướm đêm trong họ Geometridae.